# Nereo Morandi
Nereo Morandi (Forlì, ... – ...; fl. XIV secolo) è stato un poeta italiano del XIV secolo, amico di Francesco Petrarca che lo rammenta nelle epistole.
Operò alla corte di Francesco II Ordelaffi insieme al concittadino Checco Miletto de Rossi, a sua volta in rapporto di amicizia con il Petrarca e il Boccaccio.